# 彭錦陽
彭錦陽（1945年—）是台灣的漫畫家。出生於苗栗。

## 簡歷
- 1967年嘉義師範專科學校畢業
- 1973年國立藝術專科學校畢業
- 1960年代畫了不少武俠作品
- 1984年舉辦人物世界展
- 1974年開始對人物誇張像感到興趣
- 1979年因獲《民生報》副總編輯陳啟家的欣賞而開始繪製影劇眾生相，之後在《自立晚報》、《新新聞》等媒體上發表。
- 1999年～2000年，每週都在《自立晚報》發表一版篇幅的當週風雲人物
- 1998年將台灣及世界的政治人物漫畫造型以立體的雕塑做成一顆顆象棋，並舉辦展覽。